# Lista de jogadores revelados pelo Santos Futebol Clube
Esta é uma lista dos jogadores revelados pelo Santos organizada por décadas, posições no futebol e ordem alfabética. São anotados os jogadores que debutaram profissionalmente no futebol pela equipe.

## Lista

### Década 1910
| Nome                | Pos.      | Nac.      | Local Nasc.    | Data Nasc.             | Data estreia           | Jogos     | Gols      | Período                  | Clube atual                     | Ref.              |
| Zagueiros           | Zagueiros | Zagueiros | Zagueiros      | Zagueiros              | Zagueiros              | Zagueiros | Zagueiros | Zagueiros                | Zagueiros                       | Zagueiros         |
| ------------------- | --------- | --------- | -------------- | ---------------------- | ---------------------- | --------- | --------- | ------------------------ | ------------------------------- | ----------------- |
| Bilú                | Z         | Brasil    | Santos         | 24 de junho de 1900    | 13 de maio de 1913     | 195       | 0         | 1919–1930                | Falecido 4 de janeiro de 1965   | [ 1 ] [ 2 ] [ 3 ] |
| Urbano Caldeira     | Z         | Brasil    | Desterro       | 9 de janeiro de 1890   | 13 de maio de 1913     | 43        | 2         | 1913–1918                | Falecido 13 de março de 1933    | [ 4 ] [ 5 ] [ 6 ] |
| Meias               |           |           |                |                        |                        |           |           |                          |                                 |                   |
| Haroldo Domingues   | ME        | Brasil    | Rio de Janeiro | 18 de março de 1896    | 10 de novembro de 1912 | 74        | 56        | 1912–1915/1917–1921/1927 | Falecido 13 de setembro de 1955 | [ 7 ] [ 8 ] [ 9 ] |
| Atacantes           |           |           |                |                        |                        |           |           |                          |                                 |                   |
| Adolpho Millon      | PD        | Brasil    | Santos         | 16 de setembro de 1895 | 15 de setembro de 1912 | 118       | 52        | 1912–1922                | Falecido 7 de maio de 1929      | [ 10 ] [ 11 ]     |
| Anacleto Ferramenta | A         | Brasil    | Desconhecido   | 3 de setembro de 1891  | 23 de junho de 1912    | 22        | 8         | 1912–1916                | Falecido 10 de agosto de 1953   | [ 12 ]            |

### Década 1920
| Nome           | Pos.  | Nac.   | Local Nasc.  | Data Nasc.             | Data estreia           | Jogos | Gols  | Período             | Clube atual                    | Ref.                               |
| Meias          | Meias | Meias  | Meias        | Meias                  | Meias                  | Meias | Meias | Meias               | Meias                          | Meias                              |
| -------------- | ----- | ------ | ------------ | ---------------------- | ---------------------- | ----- | ----- | ------------------- | ------------------------------ | ---------------------------------- |
| Araken Patusca | MA    | Brasil | Santos       | 7 de julho de 1905     | 4 de fevereiro de 1923 | 196   | 184   | 1923–1929/1935–1937 | Falecido 24 de janeiro de 1990 | [ 13 ] [ 14 ] [ 15 ] [ 16 ] [ 17 ] |
| Camarão        | MD    | Brasil | Santos       | 2 de fevereiro de 1902 | 27 de setembro de 1923 | 269   | 148   | 1923–1934           | Falecido 24 de maio de 1984    | [ 18 ]                             |
| Atacantes      |       |        |              |                        |                        |       |       |                     |                                |                                    |
| Omar           | PD    | Brasil | Desconhecido | Desconhecido           | 27 de setembro de 1923 | 145   | 23    | 1923–1932           | Falecido Desconhecido          | [ 19 ]                             |
| Siriri         | A     | Brasil | Santos       | 24 de dezembro de 1904 | 27 de setembro de 1923 | 113   | 80    | 1923–1929           | Falecido 25 de maio de 1978    | [ 20 ]                             |

### Década 1930
| Nome          | Pos.     | Nac.     | Local Nasc.            | Data Nasc.              | Data estreia           | Jogos    | Gols     | Período             | Clube atual                     | Ref.          |
| Laterais      | Laterais | Laterais | Laterais               | Laterais                | Laterais               | Laterais | Laterais | Laterais            | Laterais                        | Laterais      |
| ------------- | -------- | -------- | ---------------------- | ----------------------- | ---------------------- | -------- | -------- | ------------------- | ------------------------------- | ------------- |
| Figueira      | LD/MD    | Brasil   | Desconhecido           | 23 de fevereiro de 1916 | 25 de setembro de 1938 | 161      | 11       | 1935–1943           | Desconhecido                    | [ 21 ]        |
| Meias         |          |          |                        |                         |                        |          |          |                     |                                 |               |
| Mário Pereira | MD       | Brasil   | Santos                 | 4 de abril de 1914      | 7 de julho de 1935     | 40       | 24       | 1935–1938           | Falecido 31 de dezembro de 2011 | [ 22 ]        |
| Remo Januzzi  | M        | Brasil   | Visconde do Rio Branco | 14 de janeiro de 1917   | 27 de novembro de 1938 | 41       | 12       | 1938–1939           | Falecido 1984                   | [ 23 ] [ 24 ] |
| Atacantes     |          |          |                        |                         |                        |          |          |                     |                                 |               |
| Raul Cabral   | CA       | Brasil   | Santos                 | 28 de fevereiro de 1910 | 4 de fevereiro de 1933 | 131      | 120      | 1933–1936/1939–1942 | Falecido Desconhecido           | [ 25 ]        |

### Década 1940
| Nome          | Pos.     | Nac.     | Local Nasc. | Data Nasc.            | Data estreia          | Jogos    | Gols     | Período             | Clube atual                     | Ref.                        |
| Laterais      | Laterais | Laterais | Laterais    | Laterais              | Laterais              | Laterais | Laterais | Laterais            | Laterais                        | Laterais                    |
| ------------- | -------- | -------- | ----------- | --------------------- | --------------------- | -------- | -------- | ------------------- | ------------------------------- | --------------------------- |
| Alfredo Ramos | LE       | Brasil   | Jacareí     | 27 de outubro de 1924 | 28 de outubro de 1945 | 107      | 0        | 1945–1949           | Falecido 31 de julho de 2012    | [ 26 ] [ 27 ]               |
| Nenê          | LD       | Brasil   | Santos      | 25 de abril de 1919   | 4 de abril de 1943    | 396      | 1        | 1943–1954           | Falecido 3 de junho de 1994     | [ 28 ] [ 29 ]               |
| Meias         |          |          |             |                       |                       |          |          |                     |                                 |                             |
| Antoninho     | M        | Brasil   | Santos      | 13 de agosto de 1921  | 20 de maio de 1941    | 402      | 144      | 1941–1954           | Falecido 16 de dezembro de 1973 | [ 30 ] [ 31 ] [ 32 ] [ 33 ] |
| Atacantes     |          |          |             |                       |                       |          |          |                     |                                 |                             |
| Cláudio       | PD       | Brasil   | Santos      | 18 de julho de 1922   | 27 de março de 1940   | 111      | 33       | 1940–1941/1943–1944 | Falecido 1 de maio de 2000      | [ 34 ] [ 35 ] [ 36 ]        |
| Odair Titica  | A        | Brasil   | Santos      | 7 de dezembro de 1925 | 23 de junho de 1943   | 225      | 134      | 1943–1952           | Falecido 7 de maio de 1996      | [ 37 ] [ 38 ]               |

### Década 1950
| Nome           | Pos.     | Nac.            | Local Nasc.    | Data Nasc.              | Data estreia            | Jogos    | Gols     | Período             | Clube atual                     | Ref.                               |
| Goleiros       | Goleiros | Goleiros        | Goleiros       | Goleiros                | Goleiros                | Goleiros | Goleiros | Goleiros            | Goleiros                        | Goleiros                           |
| -------------- | -------- | --------------- | -------------- | ----------------------- | ----------------------- | -------- | -------- | ------------------- | ------------------------------- | ---------------------------------- |
| Barbosinha     | G        | Brasil          | Rio de Janeiro | 29 de outubro de 1930   | 1 de novembro de 1953   | 76       | 0        | 1953–1957           | Falecido 21 de outubro de 1989  | [ 39 ] [ 40 ]                      |
| Zagueiros      |          |                 |                |                         |                         |          |          |                     |                                 |                                    |
| Cássio         | Z/L/V    | Brasil          | Mirassol       | 12 de abril de 1935     | 13 de abril de 1952     | 119      | 0        | 1952–1957           | Falecido 5 de junho de 2014     | [ 41 ] [ 42 ] [ 43 ] [ 44 ]        |
| Chico Formiga  | Z        | Brasil          | Araxá          | 11 de novembro de 1930  | 28 de maio de 1950      | 412      | 2        | 1950–1957/1959–1962 | Falecido 22 de maio de 2012     | [ 45 ] [ 46 ] [ 47 ] [ 48 ]        |
| Meias          |          |                 |                |                         |                         |          |          |                     |                                 |                                    |
| Angelo Sormani | MA/PD    | Itália · Brasil | Jaú            | 3 de julho de 1939      | 18 de julho de 1959     | 94       | 23       | 1959–1961           | Aposentado                      | [ 49 ] [ 50 ] [ 51 ] [ 52 ]        |
| Pelé           | MA/A     | Brasil          | Três Corações  | 23 de outubro de 1940   | 7 de setembro de 1956   | 1.116    | 1.091    | 1956–1974           | Falecido 29 de dezembro de 2022 | [ 53 ] [ 54 ] [ 55 ] [ 56 ] [ 57 ] |
| Atacantes      |          |                 |                |                         |                         |          |          |                     |                                 |                                    |
| Coutinho       | CA       | Brasil          | Piracicaba     | 11 de junho de 1943     | 17 de maio de 1958      | 457      | 368      | 1958–1967/1970      | Falecido 11 de março de 2019    | [ 58 ] [ 59 ] [ 60 ] [ 61 ]        |
| Del Vecchio    | CA       | Brasil · Itália | São Paulo      | 24 de setembro de 1934  | 21 de junho de 1953     | 177      | 105      | 1953–1957/1965–1966 | Falecido 7 de outubro de 1995   | [ 62 ] [ 63 ] [ 64 ]               |
| Carlinhos      | PD       | Brasil          | São Vicente    | 4 de novembro de 1934   | 23 de fevereiro de 1954 | 47       | 2        | 1954–1957           | Falecido 2 de abril de 2016     | [ 65 ]                             |
| Pepe           | PE       | Brasil          | Santos         | 25 de fevereiro de 1935 | 25 de maio de 1954      | 750      | 403      | 1954–1969           | Aposentado                      | [ 66 ] [ 67 ] [ 68 ] [ 69 ]        |

### Década 1960
| Nome            | Pos.      | Nac.            | Local Nasc.   | Data Nasc.             | Data estreia           | Jogos        | Gols         | Período             | Clube atual                    | Ref.                            |
| Zagueiros       | Zagueiros | Zagueiros       | Zagueiros     | Zagueiros              | Zagueiros              | Zagueiros    | Zagueiros    | Zagueiros           | Zagueiros                      | Zagueiros                       |
| --------------- | --------- | --------------- | ------------- | ---------------------- | ---------------------- | ------------ | ------------ | ------------------- | ------------------------------ | ------------------------------- |
| Joel Camargo    | Z         | Brasil          | Santos        | 18 de setembro de 1946 | 1 de setembro de 1963  | 304          | 5            | 1963–1970           | Falecido 23 de maio de 2014    | [ 70 ] [ 71 ] [ 72 ] [ 73 ]     |
| Laterais        |           |                 |               |                        |                        |              |              |                     |                                |                                 |
| Turcão          | LE        | Brasil          | Santos        | 24 de janeiro de 1945  | 6 de junho de 1964     | 254          | 3            | 1964–1975           | Aposentado                     | [ 74 ] [ 75 ]                   |
| Volantes        |           |                 |               |                        |                        |              |              |                     |                                |                                 |
| Clodoaldo       | V         | Brasil          | Itabaianinha  | 25 de setembro de 1949 | 5 de junho de 1966     | 512          | 14           | 1966–1980           | Aposentado                     | [ 76 ] [ 77 ] [ 78 ]            |
| Leo Oliveira    | V         | Brasil          | Santos        | 29 de junho de 1949    | 6 de abril de 1969     | 425          | 47           | 1969–1976           | Aposentado                     | [ 79 ] [ 80 ]                   |
| Pitico          | V/M       | Brasil          | Santos        | 6 de março de 1949     | 1969                   | 60           | 3            | 1969–1973           | Aposentado                     | [ 81 ] [ 82 ]                   |
| Meias           |           |                 |               |                        |                        |              |              |                     |                                |                                 |
| Alexandre Bueno | M         | Brasil          | Desconhecido  | 17 de dezembro de 1951 | Desconhecido           | Desconhecido | Desconhecido | 1970                | Falecido 6 de maio de 2019     | [ 83 ]                          |
| Eliseu          | M         | Brasil          | Taubaté       | 17 de outubro de 1945  | 1962                   | Desconhecido | Desconhecido | 1962–1964/1968–1969 | Aposentado                     | [ 84 ] [ 85 ]                   |
| Fito Neves      | M         | Brasil          | Taubaté       | 11 de abril de 1951    | 1969                   | 11           | 0            | 1969–1972           | Aposentado                     | [ 86 ] [ 87 ]                   |
| Negreiros       | M         | Brasil          | Santos        | 6 de agosto de 1946    | 3 de maio de 1967      | 124          | 12           | 1967–1972           | Aposentado                     | [ 88 ] [ 89 ] [ 90 ]            |
| Nenê Belarmino  | M         | Brasil          | Santos        | 8 de janeiro de 1951   | 8 de abril de 1969     | 226          | 58           | 1969–1974           | Aposentado                     | [ 91 ] [ 92 ] [ 93 ] [ 94 ]     |
| Zoca            | M         | Brasil          | Três Corações | 22 de julho de 1942    | 10 de abril de 1961    | 15           | 4            | 1961–1962           | Falecido 26 de março de 2020   | [ 95 ] [ 96 ] [ 97 ]            |
| Atacantes       |           |                 |               |                        |                        |              |              |                     |                                |                                 |
| Cabralzinho     | A/MA      | Brasil          | Santos        | 2 de janeiro de 1945   | 25 de agosto de 1961   | 30           | 7            | 1961–1963           | Aposentado                     | [ 98 ]                          |
| Djalma Duarte   | A/MA      | Brasil          | Votorantim    | 23 de dezembro de 1949 | Desconhecido           | Desconhecido | Desconhecido | 1969–1972           | Falecido 16 de maio de 2011    | [ 99 ]                          |
| Douglas         | CA/MA     | Brasil          | Santos        | 9 de setembro de 1949  | 25 de maio de 1967     | 223          | 77           | 1967–1972           | Aposentado                     | [ 100 ] [ 101 ]                 |
| Edu             | PE        | Brasil          | Jaú           | 6 de agosto de 1949    | 3 de março de 1966     | 584          | 184          | 1966–1976           | Aposentado                     | [ 102 ] [ 103 ] [ 104 ] [ 105 ] |
| Juninho         | CA        | Brasil          | Santos        | Desconhecido           | 1961                   | Desconhecido | Desconhecido | 1961–1963           | Aposentado                     | [ 106 ]                         |
| Nenê Picuru     | A         | Brasil · Itália | Santos        | 1 de fevereiro de 1942 | 15 de setembro de 1960 | 46           | 19           | 1960–1963           | Falecido 2 de setembro de 2016 | [ 107 ] [ 108 ]                 |
| Picolé          | CA        | Brasil          | Santos        | 29 de abril de 1953    | 6 de abril de 1969     | 74           | 38           | 1969–1972           | Falecido 5 de agosto de 1995   | [ 109 ] [ 110 ] [ 111 ]         |

### Década 1970
| Nome                           | Pos.     | Nac.     | Local Nasc.        | Data Nasc.            | Data estreia           | Jogos        | Gols         | Período        | Clube atual                     | Ref.                    |
| Goleiros                       | Goleiros | Goleiros | Goleiros           | Goleiros              | Goleiros               | Goleiros     | Goleiros     | Goleiros       | Goleiros                        | Goleiros                |
| ------------------------------ | -------- | -------- | ------------------ | --------------------- | ---------------------- | ------------ | ------------ | -------------- | ------------------------------- | ----------------------- |
| Paulinho                       | G        | Brasil   | Santos             | 5 de janeiro de 1959  | 5 de abril de 1978     | 4            | 0            | 1978–1979      | Aposentado                      | [carece de fontes?]     |
| Roberto Costa                  | G        | Brasil   | Santos             | 8 de dezembro de 1954 | 1972                   | Desconhecido | 0            | 1973–1976      | Sem clube (Técnico)             | [ 112 ] [ 113 ]         |
| Willians                       | G        | Brasil   | Franco da Rocha    | 28 de agosto de 1951  | 11 de novembro de 1973 | 89           | 0            | 1973–1979      | Aposentado                      | [ 114 ]                 |
| Zagueiros                      |          |          |                    |                       |                        |              |              |                |                                 |                         |
| Bianqui                        | Z        | Brasil   | Santos             | 3 de outubro de 1954  | 3 de março de 1974     | 166          | 6            | 1973–1978      | Falecido 26 de setembro de 2014 | [ 115 ] [ 116 ] [ 117 ] |
| Laterais                       |          |          |                    |                       |                        |              |              |                |                                 |                         |
| Orlando Lelé (Orlando Amarelo) | LD       | Brasil   | Santos             | 22 de janeiro de 1949 | 10 de janeiro de 1970  | 141          | 7            | 1970–1972      | Falecido 4 de setembro de 1999  | [ 118 ] [ 119 ]         |
| Volantes                       |          |          |                    |                       |                        |              |              |                |                                 |                         |
| Célio                          | V/PE     | Brasil   | Santos             | 31 de janeiro de 1959 | 17 de agosto de 1977   | 51           | 8            | 1977–1979      | Aposentado                      | [ 120 ]                 |
| Gilberto Costa                 | V        | Brasil   | Santos             | 7 de setembro de 1957 | 9 de novembro de 1977  | 94           | 7            | 1977–1981/1985 | Aposentado                      | [ 121 ] [ 122 ]         |
| Toninho Vieira                 | V        | Brasil   | Ituiutaba          | 22 de abril de 1959   | 8 de agosto de 1976    | 158          | 6            | 1976–1983      | Aposentado                      | [ 123 ] [ 124 ]         |
| Meias                          |          |          |                    |                       |                        |              |              |                |                                 |                         |
| Cardim                         | MD       | Brasil   | Caraguatatuba      | 20 de agosto de 1960  | 2 de maio de 1979      | 72           | 8            | 1978–1982      | Aposentado                      | [ 125 ] [ 126 ]         |
| Pita                           | M        | Brasil   | Nilópolis          | 4 de agosto de 1958   | 20 de novembro de 1977 | 408          | 55           | 1977–1984      | Aposentado                      | [ 127 ] [ 128 ] [ 129 ] |
| Rubens Feijão                  | M        | Brasil   | Taubaté            | 9 de maio de 1957     | 25 de setembro de 1977 | 134          | 35           | 1977–1981      | Aposentado                      | [ 130 ] [ 131 ]         |
| Tostãozinho                    | M        | Brasil   | Santos             | 6 de novembro de 1957 | 5 de dezembro de 1973  | 11           | 2            | 1973–1976      | Aposentado                      | [ 132 ]                 |
| Atacantes                      |          |          |                    |                       |                        |              |              |                |                                 |                         |
| Adilson                        | CA       | Brasil   | Santos             | 29 de abril de 1952   | 17 de março de 1971    | Desconhecido | Desconhecido | 1970–1977      | Aposentado                      | [ 133 ]                 |
| Babá                           | PD       | Brasil   | São João de Meriti | 8 de maio de 1957     | 9 de janeiro de 1974   | 52           | 3            | 1974–1977      | Aposentado                      | [ 134 ] [ 135 ]         |
| Cláudio Adão                   | CA       | Brasil   | Volta Redonda      | 2 de julho de 1955    | 4 de abril de 1973     | 134          | 51           | 1973–1976      | Aposentado                      | [ 136 ] [ 137 ] [ 138 ] |
| Claudinho                      | A        | Brasil   | Santos             | Desconhecido          | 15 de agosto de 1976   | 192          | 19           | 1976–1982      | Aposentado                      | [ 139 ]                 |
| João Paulo                     | PE       | Brasil   | São João de Meriti | 15 de junho de 1957   | 5 de junho de 1977     | 413          | 104          | 1977–1983/1992 | Aposentado                      | [ 140 ] [ 141 ] [ 142 ] |
| Juary                          | CA       | Brasil   | São João de Meriti | 16 de junho de 1959   | 27 de maio de 1976     | 229          | 101          | 1976–1979/1989 | Aposentado                      | [ 143 ] [ 144 ] [ 145 ] |
| Márcio Fernandes               | PE       | Brasil   | Santos             | 24 de março de 1962   | 8 de agosto de 1979    | 55           | 2            | 1979–1982/1984 | Sem clube (Técnico)             | [ 146 ]                 |

### Década 1980
| Nome               | Pos.     | Nac.     | Local Nasc.           | Data Nasc.              | Data estreia            | Jogos        | Gols     | Período                   | Clube atual                    | Ref.                    |
| Goleiros           | Goleiros | Goleiros | Goleiros              | Goleiros                | Goleiros                | Goleiros     | Goleiros | Goleiros                  | Goleiros                       | Goleiros                |
| ------------------ | -------- | -------- | --------------------- | ----------------------- | ----------------------- | ------------ | -------- | ------------------------- | ------------------------------ | ----------------------- |
| Claudinei Oliveira | G        | Brasil   | Santos                | 2 de setembro de 1969   | 28 de abril de 1985     | Desconhecido | 0        | 1986–1990                 | Chapecoense (Técnico)          | [ 147 ]                 |
| Nilton             | G        | Brasil   | Piracicaba            | 21 de junho de 1963     | 28 de abril de 1985     | 87           | 0        | 1984–1995                 | Rio Preto (Gerente de futebol) | [ 148 ]                 |
| Óca                | G        | Brasil   | Santos                | 13 de março de 1962     | 21 de março de 1981     | 2            | 0        | 1981                      | Aposentado                     | [carece de fontes?]     |
| Zagueiros          |          |          |                       |                         |                         |              |          |                           |                                |                         |
| Camilo             | Z        | Brasil   | Catanduva             | 23 de dezembro de 1970  | 26 de novembro de 1989  | 29           | 1        | 1989–1994                 | Aposentado                     | [carece de fontes?]     |
| Davi               | Z        | Brasil   | Rio de Janeiro        | 19 de novembro de 1963  | 1 de junho de 1983      | 199          | 9        | 1983–1989                 | Aposentado                     | [ 149 ]                 |
| Pedro Paulo        | Z        | Brasil   | São Paulo             | 4 de julho de 1964      | 22 de julho de 1984     | 200          | 10       | 1984–1992                 | Aposentado                     | [ 150 ] [ 151 ]         |
| Laterais           |          |          |                       |                         |                         |              |          |                           |                                |                         |
| Flavinho           | LE       | Brasil   | Santos                | 7 de outubro de 1969    | 22 de novembro de 1987  | 119          | 1        | 1987–1993                 | Aposentado                     | [carece de fontes?]     |
| Volantes           |          |          |                       |                         |                         |              |          |                           |                                |                         |
| Axel               | V        | Brasil   | Santos                | 9 de janeiro de 1970    | 29 de janeiro de 1989   | 204          | 11       | 1989–1993                 | São Caetano (Técnico)          | [ 152 ] [ 153 ]         |
| César Sampaio      | V        | Brasil   | São Paulo             | 31 de março de 1968     | 9 de abril de 1986      | 291          | 9        | 1986–1991                 | CBF (Auxiliar técnico)         | [ 154 ] [ 155 ] [ 156 ] |
| Toninho Silva      | V        | Brasil   | Santos                | 4 de março de 1960      | 6 de dezembro de 1981   | 14           | 0        | 1981–1983                 | Aposentado                     | [carece de fontes?]     |
| Meias              |          |          |                       |                         |                         |              |          |                           |                                |                         |
| Juninho Parmigiani | M        | Brasil   | Neves Paulista        | 29 de outubro de 1966   | 28 de abril de 1985     | 166          | 18       | 1985–1989                 | Aposentado                     | [ 157 ] [ 158 ]         |
| Paulo Leme         | MA/PD    | Brasil   | São Bernardo do Campo | 30 de março de 1965     | 27 de junho de 1982     | 45           | 11       | 1982/1984–1986/1988–19991 | Apossentado                    | [carece de fontes?]     |
| Sérgio Manoel      | M/PE/LE  | Brasil   | Santos                | 2 de março de 1972      | 29 de novembro de 1989  | 127          | 7        | 1989–1993                 | Aposentado                     | [ 159 ] [ 160 ]         |
| Atacantes          |          |          |                       |                         |                         |              |          |                           |                                |                         |
| Gérson da Silva    | CA       | Brasil   | Santos                | 23 de setembro de 1965  | 6 de março de 1983      | 17           | 10       | 1983–1985                 | Falecido 17 de maio de 1994    | [ 161 ] [ 162 ]         |
| Kazu               | A        | Japão    | Shizuoka              | 26 de fevereiro de 1967 | 8 de abril de 1986      | 35           | 4        | 1986/1990                 | Yokohama                       | [ 163 ] [ 164 ] [ 165 ] |
| Marco Antônio Cipó | A/MA     | Brasil   | Três Corações         | 24 de dezembro de 1970  | 11 de fevereiro de 1987 | 56           | 2        | 1987–1989                 | Aposentado                     | [ 166 ]                 |
| Mazinho Oliveira   | CA       | Brasil   | Guarujá               | 26 de dezembro de 1965  | 16 de dezembro de 1984  | 60           | 25       | 1984–1988                 | Aposentado                     | [carece de fontes?]     |
| Serginho Dourado   | PD/MD    | Brasil   | Dourado               | 19 de maio de 1963      | 22 de novembro de 1981  | 121          | 20       | 1980–1987                 | Aposentado                     | [ 167 ]                 |

### Década 1990
| Nome            | Pos.      | Nac.              | Local Nasc.   | Data Nasc.              | Data estreia            | Jogos        | Gols | Período        | Clube atual                                  | Ref.                    |
| --------------- | --------- | ----------------- | ------------- | ----------------------- | ----------------------- | ------------ | ---- | -------------- | -------------------------------------------- | ----------------------- |
| Edinho          | G         | Brasil            | Santos        | 27 de agosto de 1970    | 27 de fevereiro de 1991 | 195          | 0    | 1991/1994–1998 | Santos (Técnico da base)                     | [ 168 ] [ 169 ]         |
| Nando           | G         | Brasil            | Barretos      | 12 de abril de 1974     | 15 de julho de 1998     | Desconhecido | 0    | 1996–2000      | Aposentado                                   | [ 170 ] [ 171 ]         |
| Robson Agondi   | G         | Brasil            | Santos        | 29 de janeiro de 1971   | 17 de novembro de 1991  | 30           | 0    | 1991–1995      | Portuguesa Santista (Preparador de goleiros) | [ 172 ] [ 173 ]         |
| Zagueiros       |           |                   |               |                         |                         |              |      |                |                                              |                         |
| Jean Witte      | Z         | Brasil            | Blumenau      | 24 de setembro de 1977  | 22 de janeiro de 1995   | 136          | 6    | 1995–1999      | Aposentado                                   | [ 174 ]                 |
| Laterais        |           |                   |               |                         |                         |              |      |                |                                              |                         |
| Baiano          | LD/V      | Brasil · Portugal | Capim Grosso  | 28 de junho de 1978     | 22 de janeiro de 1996   | 172          | 6    | 1996–2000      | Sem clube (Técnico)                          | [ 175 ] [ 176 ]         |
| Gustavo Nery    | LE        | Brasil            | Nova Friburgo | 22 de julho de 1977     | 17 de fevereiro de 1996 | 81           | 8    | 1996–2000      | Aposentado                                   | [ 177 ] [ 178 ]         |
| Marcos Paulo    | LD/LE     | Brasil            | São Paulo     | 30 de julho de 1973     | 15 de novembro de 1993  | 10           | 0    | 1993–1996      | Aposentado                                   | [ 179 ]                 |
| Michel          | LD        | Brasil            | São Paulo     | 18 de novembro de 1977  | 20 de fevereiro de 1997 | 127          | 1    | 1997–2003      | Aposentado                                   | [ 180 ] [ 181 ] [ 182 ] |
| Valdir          | LD/Z      | Brasil            | Porecatu      | 23 de março de 1977     | 14 de agosto de 1996    | 15           | 1    | 1996–2002      | Aposentado                                   | [ 183 ]                 |
| Volantes        |           |                   |               |                         |                         |              |      |                |                                              |                         |
| Carlinhos       | V         | Brasil            | São Paulo     | 27 de março de 1971     | 2 de março de 1991      | 151          | 10   | 1991–1997      | Aposentado                                   | [ 184 ]                 |
| Eduardo Marques | V/M/PD/CA | Brasil            | Osasco        | 26 de junho de 1976     | 26 de junho de 1997     | 109          | 11   | 1997–2001      | Aposentado                                   | [ 185 ]                 |
| Marcos Bazílio  | V         | Brasil            | São Paulo     | 18 de agosto de 1976    | 11 de junho de 1995     | 97           | 0    | 1995/1997–1999 | Aposentado                                   | [ 186 ] [ 187 ]         |
| Meias           |           |                   |               |                         |                         |              |      |                |                                              |                         |
| Adiel           | M/PE      | Brasil            | Cubatão       | 13 de agosto de 1980    | 18 de março de 1998     | 63           | 4    | 1998–2003      | Aposentado                                   | [ 188 ]                 |
| Ailton          | M/CA      | Brasil            | Votuporanga   | 27 de fevereiro de 1980 | 25 de julho de 1999     | 31           | 4    | 1999–2000      | Tanabi (Técnico)                             | [ 189 ]                 |
| Marcelo Passos  | MA/A      | Brasil            | Guarujá       | 2 de janeiro de 1971    | 25 de maio de 1992      | 162          | 38   | 1992–1997      | Sem clube (Técnico)                          | [ 190 ]                 |
| Zé Renato       | M         | Brasil            | Penápolis     | 2 de junho de 1970      | 14 de março de 1990     | 130          | 20   | 1989–1994      | Aposentado                                   | [ 191 ] [ 192 ]         |
| Atacantes       |           |                   |               |                         |                         |              |      |                |                                              |                         |
| Camanducaia     | A         | Brasil            | Camanducaia   | 8 de junho de 1975      | 20 de julho de 1994     | 120          | 20   | 1994–1999      | Aposentado                                   | [ 193 ] [ 194 ]         |
| Rodrigão        | CA        | Brasil            | Santos        | 14 de junho de 1978     | 23 de janeiro de 1999   | 54           | 20   | 1999–2001      | Aposentado                                   | [ 195 ]                 |
| Whelliton       | CA        | Brasil            | Santos        | 23 de julho de 1972     | 30 de agosto de 1995    | 11           | 3    | 1995–1996      | Aposentado                                   | [ 196 ]                 |

### Década 2000
| Nome                | Pos.     | Nac.              | Local Nasc.           | Data Nasc.              | Data estreia            | Jogos        | Gols     | Período                       | Clube atual                      | Ref.                                    |
| Goleiros            | Goleiros | Goleiros          | Goleiros              | Goleiros                | Goleiros                | Goleiros     | Goleiros | Goleiros                      | Goleiros                         | Goleiros                                |
| ------------------- | -------- | ----------------- | --------------------- | ----------------------- | ----------------------- | ------------ | -------- | ----------------------------- | -------------------------------- | --------------------------------------- |
| Felipe              | G        | Brasil            | São Vicente           | 10 de janeiro de 1988   | 6 de setembro de 2006   | 80           | 0        | 2006–2012                     | Tombense                         | [ 197 ] [ 198 ]                         |
| Saulo               | G        | Brasil · Itália   | Salto                 | 10 de agosto de 1985    | 24 de julho de 2005     | 26           | 0        | 2005                          | Ferroviária                      | [ 199 ] [ 200 ]                         |
| Rafael Andrade      | G        | Brasil            | São Paulo             | 3 de março de 1982      | 18 de setembro de 2002  | 7            | 0        | 2001–2003                     | Aposentado                       | [ 201 ] [ 202 ]                         |
| Vladimir            | G        | Brasil            | Ipiaú                 | 16 de julho de 1989     | 2 de fevereiro de 2011  | 75           | 0        | 2009–2021 /2023–atualmente    | Guarani                          | [ 203 ]                                 |
| Zagueiros           |          |                   |                       |                         |                         |              |          |                               |                                  |                                         |
| Alex                | Z        | Brasil            | Niterói               | 17 de junho de 1982     | 25 de agosto de 2002    | 103          | 20       | 2002–2004                     | Aposentado                       | [ 204 ] [ 205 ] [ 206 ]                 |
| André Luís          | Z        | Brasil            | Bagé                  | 31 de julho de 1979     | 22 de março de 2000     | 203          | 14       | 2000–2004                     | Aposentado                       | [ 207 ]                                 |
| Domingos            | Z        | Brasil            | Muniz Ferreira        | 12 de dezembro de 1985  | 30 de maio de 2004      | 180          | 7        | 2004–2009                     | Aposentado                       | [ 208 ]                                 |
| Halisson            | Z        | Brasil · Portugal | Bauru                 | 28 de junho de 1985     | 13 de fevereiro de 2005 | 32           | 3        | 2005                          | Aposentado                       | [ 209 ]                                 |
| Leonardo            | Z        | Brasil            | Guarulhos             | 9 de março de 1986      | 14 de setembro de 2004  | 45           | 0        | 2004–2005/2007/2015           | Aposentado                       | [ 210 ]                                 |
| Marcão              | Z        | Brasil            | Jacareí               | 24 de fevereiro de 1981 | 28 de novembro de 2002  | 1            | 0        | 2001–2002                     | Aposentado                       | [carece de fontes?]                     |
| Marcelo             | Z        | Brasil            | São Vicente           | 20 de maio de 1987      | 25 de fevereiro de 2007 | 66           | 3        | 2007–2008                     | Sem clube                        | [carece de fontes?]                     |
| Matheus Ferraz      | Z        | Brasil            | São José do Rio Pardo | 12 de fevereiro de 1985 | 6 de novembro de 2005   | 4            | 0        | 2005–2006                     | Sem clube                        | [carece de fontes?]                     |
| Pereira             | Z        | Brasil            | Guarulhos             | 30 de julho de 1979     | 1 de fevereiro de 2001  | 81           | 2        | 2001–2004                     | Aposentado                       | [ 211 ]                                 |
| Preto               | Z        | Brasil            | São Luís              | 18 de dezembro de 1978  | 10 de maio de 2000      | 126          | 2        | 2000–2005                     | Aposentado                       | [ 212 ] [ 213 ]                         |
| Rogério Conceição   | Z        | Brasil            | Camacan               | 20 de setembro de 1984  | 3 de abril de 2005      | 20           | 1        | 2005–2008                     | Aposentado                       | [ 214 ]                                 |
| Vinícius Simon      | Z        | Brasil            | Limeira               | 17 de novembro de 1986  | 3 de agosto de 2008     | 26           | 1        | 2008–2014                     | Aposentado                       | [ 215 ] [ 216 ]                         |
| Laterais            |          |                   |                       |                         |                         |              |          |                               |                                  |                                         |
| Carlinhos           | LE       | Brasil            | Vitória da Conquista  | 23 de janeiro de 1987   | 19 de junho de 2005     | 63           | 5        | 2005–2008                     | Aposentado                       | [carece de fontes?]                     |
| Filipi Barros       | LD/LE    | Brasil · Itália   | Campinas              | 27 de julho de 1987     | 16 de janeiro de 2008   | 7            | 0        | 2008–2010                     | Sem clube                        | [carece de fontes?]                     |
| Giba                | LE       | Brasil            | São Paulo             | 5 de junho de 1984      | 23 de janeiro de 2005   | 5            | 0        | 2005                          | Aposentado                       | [ 217 ]                                 |
| Leandro da Luz      | LE       | Brasil            | Cândido Mota          | 1 de março de 1983      | 6 de outubro de 2001    | 10           | 0        | 2001–2005                     | Aposentado                       | [ 218 ]                                 |
| Paulo Ricardo       | LD       | Brasil            | Magé                  | 17 de agosto de 1987    | 6 de setembro de 2006   | 4            | 0        | 2006–2007                     | Aposentado                       | [ 219 ]                                 |
| Thiago Carleto      | LE       | Brasil            | São Bernardo do Campo | 24 de março de 1989     | 11 de abril de 2007     | 23           | 0        | 2007–2008                     | Aposentado                       | [ 220 ]                                 |
| Zé Leandro          | LD       | Brasil            | Maribondo             | 30 de janeiro de 1985   | 17 de abril de 2005     | 6            | 0        | 2005–2006                     | Aposentado                       | [ 221 ] [ 222 ]                         |
| Volantes            |          |                   |                       |                         |                         |              |          |                               |                                  |                                         |
| Adriano Pagode      | V        | Brasil            | São Vicente           | 29 de maio de 1987      | 11 de novembro de 2006  | 186          | 0        | 2006–2013                     | Novorizontino (Auxiliar técnico) | [ 223 ]                                 |
| Alan Santos         | V        | Brasil            | Salvador              | 24 de abril de 1991     | 30 de agosto de 2009    | 72           | 2        | 2009–2014                     | São Bernardo FC                  | [ 224 ]                                 |
| Alessandro Pinheiro | V        | Brasil            | São Luís              | 1983                    | Desconhecido            | Desconhecido | 0        | Desconhecido                  | Falecido 6 de dezembro de 2005   | [ 225 ] [ 226 ] [ 227 ]                 |
| Dionísio            | V        | Brasil            | São Bernardo do Campo | 18 de janeiro de 1988   | 3 de março de 2007      | 28           | 0        | 2007–2010                     | Aposentado                       | [carece de fontes?]                     |
| Edimílson Júnior    | V        | Brasil            | Santos                | 15 de outubro de 1987   | 17 de abril de 2005     | 8            | 1        | 2005–2006                     | Aposentado                       | [carece de fontes?]                     |
| Hudson              | V/LD     | Brasil            | Juiz de Fora          | 30 de janeiro de 1988   | 13 de maio de 2007      | 5            | 0        | 2007–2008                     | Aposentado                       | [carece de fontes?]                     |
| Paulo Almeida       | V        | Brasil · Portugal | Itarantim             | 20 de abril de 1981     | 17 de maio de 2000      | 164          | 0        | 2000–2004                     | Aposentado                       | [ 228 ]                                 |
| Rivaldo             | V/M/LE   | Brasil            | Salgadinho            | 25 de agosto de 1985    | 23 de fevereiro de 2005 | 3            | 0        | 2004–2006                     | Aposentado                       | [ 229 ]                                 |
| Wesley              | V/LD/A   | Brasil            | Catanduva             | 24 de junho de 1987     | 24 de junho de 2007     | 89           | 10       | 2007–2010                     | Aposentado                       | [carece de fontes?]                     |
| Meias               |          |                   |                       |                         |                         |              |          |                               |                                  |                                         |
| Alan Patrick        | M        | Brasil            | Catanduva             | 13 de maio de 1991      | 13 de setembro de 2009  | 37           | 7        | 2009–2011                     | Internacional                    | [ 230 ] [ 231 ]                         |
| Alex da Silva       | M/PE     | Brasil            | Uberlândia            | 15 de agosto de 1983    | 4 de dezembro de 2005   | 1            | 0        | 2005                          | Aposentado                       | [ 232 ]                                 |
| Alex Willian        | M/PE     | Brasil            | Piquete               | 18 de março de 1988     | 27 de janeiro de 2008   | 3            | 0        | 2008                          | Aposentado                       | [ 233 ]                                 |
| Cadu                | MA       | Brasil            | Igarapava             | 14 de julho de 1986     | 26 de março de 2005     | 1            | 0        | 2002–2007                     | Aposentado                       | [ 234 ]                                 |
| Canindé             | M        | Brasil            | Canindé               | 7 de dezembro de 1980   | 31 de maio de 2000      | 16           | 1        | 2000–2003                     | Aposentado                       | [ 235 ] [ 236 ]                         |
| Diego               | M        | Brasil            | Ribeirão Preto        | 28 de fevereiro de 1985 | 20 de janeiro de 2002   | 133          | 38       | 2002–2004                     | Aposentado                       | [ 237 ] [ 238 ] [ 239 ] [ 240 ]         |
| Elano               | M/A/LD/V | Brasil · Itália   | Iracemápolis          | 14 de junho de 1981     | 21 de janeiro de 2001   | 322          | 68       | 2001–2005/2011–2012/2015–2016 | Sem clube (Técnico)              | [ 241 ] [ 242 ] [ 243 ] [ 244 ]         |
| Edmilson Souza      | M/V      | Brasil            | Santos                | 15 de outubro de 1987   | 24 de abril de 2005     | 7            | 1        | 2005–2006                     | Aposentado                       | [ 245 ]                                 |
| Ganso               | M        | Brasil            | Ananindeua            | 12 de outubro de 1989   | 17 de fevereiro de 2008 | 161          | 35       | 2008–2012                     | Fluminense                       | [ 246 ]                                 |
| Luís Augusto        | MA       | Brasil            | Oeiras                | 20 de novembro de 1983  | 15 de fevereiro de 2004 | 27           | 0        | 2004–2008                     | Aposentado                       | [ 247 ]                                 |
| Pety                | M        | Brasil            | Franca                | 12 de março de 1988     | 22 de junho de 2006     | 1            | 0        | 2008–2010                     | Aposentado                       | [ 248 ]                                 |
| Rossini             | ME/PE    | Brasil            | Santos                | 31 de março de 1985     | 10 de fevereiro de 2005 | 11           | 0        | 2005                          | Aposentado                       | [ 249 ] [ 250 ] [ 251 ]                 |
| Atacantes           |          |                   |                       |                         |                         |              |          |                               |                                  |                                         |
| Alemão              | CA       | Brasil · Itália   | Valinhos              | 2 de março de 1989      | 31 de janeiro de 2008   | 4            | 1        | 2008–2009                     | Monte Azul (Técnico)             | [ 252 ]                                 |
| André               | CA       | Brasil            | Cabo Frio             | 27 de setembro de 1990  | 15 de março de 2009     | 95           | 42       | 2009–2010/2012–2013           | Aposentado                       | [ 253 ]                                 |
| André Dias          | CA       | Brasil            | Montes Claros         | 11 de março de 1981     | 5 de novembro de 2000   | 4            | 0        | 2000–2002                     | Aposentado                       | [carece de fontes?]                     |
| Bruno Moraes        | CA       | Brasil · Portugal | Santos                | 7 de julho de 1984      | 26 de outubro de 2002   | 4            | 0        | 2002–2003                     | Aposentado                       | [ 254 ]                                 |
| Dimba               | CA       | Brasil            | Rialma                | 22 de fevereiro de 1992 | 1 de agosto de 2010     | 18           | 3        | 2010–2014                     | Aposentado                       | [ 255 ]                                 |
| Douglas             | CA       | Brasil · Portugal | Santo André           | 16 de março de 1982     | 6 de fevereiro de 2002  | 63           | 9        | 2002–2005                     | Aposentado                       | [ 256 ] [ 257 ]                         |
| Júnior Moraes       | A        | Ucrânia · Brasil  | Santos                | 4 de abril de 1987      | 1 de abril de 2007      | 26           | 4        | 2007–2008                     | Sem clube                        | [ 258 ]                                 |
| Neymar              | A/MA     | Brasil            | Mogi das Cruzes       | 5 de fevereiro de 1992  | 7 de março de 2009      | 230          | 138      | 2009–2013                     | Al-Hilal                         | [ 259 ] [ 260 ] [ 261 ] [ 262 ] [ 263 ] |
| Renatinho           | A        | Brasil            | São Vicente           | 14 de maio de 1987      | 17 de abril de 2005     | 49           | 8        | 2005–2008                     | Aposentado                       | [ 264 ]                                 |
| Robinho             | A        | Brasil · Espanha  | São Vicente           | 25 de janeiro de 1984   | 24 de março de 2002     | 253          | 111      | 2002–2005/2010/2014–2015      | Aposentado                       | [ 265 ] [ 266 ] [ 267 ] [ 268 ] [ 269 ] |
| Tiago Luís          | A/M      | Brasil            | Ribeirão Preto        | 13 de março de 1989     | 27 de janeiro de 2008   | 26           | 1        | 2008–2012                     | Aposentado                       | [ 270 ]                                 |
| Weldon              | CA       | Brasil            | Santo André           | 6 de agosto de 1980     | 29 de janeiro de 2000   | 11           | 1        | 2000–2001                     | Aposentado                       | [ 271 ]                                 |
| William Batoré      | CA       | Brasil            | Rolândia              | 14 de maio de 1983      | 28 de outubro de 2001   | 90           | 26       | 2001–2005                     | Aposentado                       | [ 272 ]                                 |

### Década 2010
| Nome              | Pos.     | Nac.               | Local Nasc.           | Data Nasc.              | Data estreia            | Jogos    | Gols     | Período             | Clube atual      | Ref.                            |
| Goleiros          | Goleiros | Goleiros           | Goleiros              | Goleiros                | Goleiros                | Goleiros | Goleiros | Goleiros            | Goleiros         | Goleiros                        |
| ----------------- | -------- | ------------------ | --------------------- | ----------------------- | ----------------------- | -------- | -------- | ------------------- | ---------------- | ------------------------------- |
| João Paulo        | G        | Brasil             | Dourados              | 29 de julho de 1995     | 8 de outubro de 2016    | 232      | 0        | 2013–atualmente     | Santos           | [ 273 ] [ 274 ]                 |
| John              | G        | Brasil · Portugal  | Diadema               | 13 de fevereiro de 1996 | 8 de outubro de 2016    | 28       | 0        | 2016–2024           | Botafogo         | [ 275 ]                         |
| Rafael Cabral     | G        | Brasil · Portugal  | Sorocaba              | 20 de maio de 1990      | 2 de maio de 2010       | 194      | 0        | 2010–2013           | Grêmio           | [ 276 ]                         |
| Zagueiros         |          |                    |                       |                         |                         |          |          |                     |                  |                                 |
| Diego Monar       | Z        | Brasil             | São Vicente           | 14 de fevereiro de 1989 | 20 de março de 2010     | 1        | 0        | 2009–2013           | Aposentado       | [ 277 ]                         |
| Gustavo Henrique  | Z        | Brasil             | São Paulo             | 24 de março de 1993     | 17 de junho de 2012     | 215      | 13       | 2011–2019           | Corinthians      | [ 278 ]                         |
| Jubal             | Z        | Brasil             | Inhumas               | 29 de agosto de 1993    | 30 de janeiro de 2013   | 23       | 0        | 2013–2016           | Auxerre          | [ 279 ]                         |
| Lucas Veríssimo   | Z        | Brasil             | Jundiaí               | 2 de julho de 1995      | 30 de janeiro de 2016   | 187      | 7        | 2016–2021           | Al-Duhail        | [ 280 ]                         |
| Nailson           | Z        | Brasil             | Jaguapitã             | 24 de fevereiro de 1994 | 2 de abril de 2014      | 3        | 0        | 2014                | Al-Jabalin       | [ 281 ]                         |
| Paulo Ricardo     | Z        | Brasil             | Laguna                | 13 de junho de 1994     | 18 de julho de 2014     | 20       | 0        | 2014–2016           | Al-Hazem         | [ 282 ]                         |
| Rafael Caldeira   | Z        | Brasil             | Monte Alto            | 11 de fevereiro de 1991 | 1 de agosto de 2010     | 5        | 1        | 2010–2014           | Democrata GV     | [ 283 ]                         |
| Robson Bambu      | Z        | Brasil             | São Vicente           | 12 de novembro de 1997  | 28 de janeiro de 2018   | 13       | 0        | 2018                | Sporting Braga   | [ 284 ]                         |
| Wagner Leonardo   | Z        | Brasil             | Praia Grande          | 23 de julho de 1999     | 7 de março de 2019      | 40       | 1        | 2019–2022           | Vitória          | [ 285 ] [ 286 ]                 |
| Walace            | Z        | Brasil             | São Paulo             | 25 de maio de 1993      | 11 de junho de 2011     | 1        | 0        | 2011–2013           | Rio Branco-AC    | [ 287 ]                         |
| Laterais          |          |                    |                       |                         |                         |          |          |                     |                  |                                 |
| Caju              | LE       | Brasil             | Irecê                 | 17 de julho de 1995     | 21 de setembro de 2014  | 45       | 0        | 2014–2018           | Aris Limassol    | [ 288 ]                         |
| Crystian          | LD       | Brasil             | Goiânia               | 10 de junho de 1992     | 5 de fevereiro de 2011  | 15       | 0        | 2011–2015           | Guanabara City   | [ 289 ]                         |
| Daniel Guedes     | LD       | Brasil             | João Ramalho          | 2 de abril de 1994      | 30 de novembro de 2014  | 74       | 2        | 2014–2022           | Paraná Clube     | [ 290 ]                         |
| Emerson Barbosa   | LE       | Brasil             | Cacoal                | 18 de agosto de 1998    | 3 de dezembro de 2017   | 1        | 0        | 2017–2018           | Tombense         | [ 291 ]                         |
| Emerson Palmieri  | LE       | Itália · Brasil    | Santos                | 3 de agosto de 1994     | 21 de janeiro de 2012   | 33       | 3        | 2011–2014           | West Ham         | [ 292 ] [ 293 ]                 |
| Fernando Pileggi  | LD       | Brasil             | São Paulo             | 6 de julho de 1999      | 20 de dezembro de 2020  | 2        | 0        | 2020–2021           | Sem clube        | [ 294 ]                         |
| Igor Vinícius     | LD       | Brasil             | Sinop                 | 1 de abril de 1997      | 21 de abril de 2016     | 2        | 0        | 2013–2017           | São Paulo        | [ 295 ] [ 296 ]                 |
| Paulo Henrique    | LE       | Brasil             | São Paulo             | 30 de janeiro de 1993   | 2 de fevereiro de 2012  | 5        | 0        | 2012–2013           | EC São Bernardo  | [ 297 ]                         |
| Wesley Douglas    | LD       | Brasil             | Iúna                  | 23 de junho de 1993     | 1 de julho de 2012      | 3        | 0        | 2012–2014           | Rio Branco-VN    | [ 298 ]                         |
| Wesley Santos     | LE       | Brasil             | São Vicente           | 21 de janeiro de 1991   | 14 de fevereiro de 2010 | 2        | 0        | 2010–2012           | Aposentado       | [carece de fontes?]             |
| Zeca              | LD/LE    | Brasil · Itália    | Paranavaí             | 16 de maio de 1994      | 11 de maio de 2014      | 137      | 4        | 2014–2017           | Mirassol         | [ 299 ]                         |
| Volantes          |          |                    |                       |                         |                         |          |          |                     |                  |                                 |
| Alison            | V        | Brasil             | Mongaguá              | 1 de março de 1993      | 10 de setembro de 2011  | 272      | 4        | 2011–2021/2023–2024 | Londrina         | [ 300 ] [ 301 ]                 |
| Anderson Carvalho | V        | Brasil · Portugal  | Cubatão               | 20 de maio de 1990      | 30 de janeiro de 2011   | 15       | 1        | 2011–2014           | Sem clube        | [ 302 ]                         |
| Fernando Medeiros | V        | Brasil             | São Vicente           | 10 de fevereiro de 1996 | 6 de dezembro de 2015   | 4        | 1        | 2015–2018           | Ituano           | [ 303 ] [ 304 ]                 |
| Guilherme Nunes   | V        | Brasil             | Novo Hamburgo         | 12 de julho de 1998     | 18 de fevereiro de 2018 | 12       | 0        | 2018–2022           | Aparecidense     | [ 305 ]                         |
| Leandrinho        | V        | Brasil             | Espinosa              | 25 de setembro de 1993  | 5 de agosto de 2012     | 63       | 1        | 2012–2016           | Al-Jandal        | [carece de fontes?]             |
| Lucas Otávio      | V        | Brasil             | Cornélio Procópio     | 9 de outubro de 1994    | 24 de julho de 2013     | 30       | 0        | 2013–2018           | Aposentado       | [ 306 ]                         |
| Sandry            | V        | Brasil             | Itabuna               | 30 de agosto de 2002    | 31 de janeiro de 2019   | 106      | 0        | 2019–atualmente     | Santos           | [ 307 ] [ 308 ]                 |
| Thiago Maia       | V        | Brasil             | Boa Vista             | 23 de março de 1997     | 25 de outubro de 2014   | 125      | 4        | 2014–2017           | Internacional    | [ 309 ]                         |
| Meias             |          |                    |                       |                         |                         |          |          |                     |                  |                                 |
| Anderson Ceará    | M        | Brasil             | Tianguá               | 21 de maio de 1999      | 21 de novembro de 2018  | 3        | 0        | 2018–2023           | Csikszereda      | [ 310 ]                         |
| Breitner          | M        | Venezuela · Brasil | Barcelona             | 9 de setembro de 1989   | 17 de janeiro de 2010   | 27       | 2        | 2009–2014           | Aposentado       | [ 311 ]                         |
| Diogo Vitor       | MA/PD    | Brasil             | Coqueiral             | 11 de fevereiro de 1997 | 5 de junho de 2016      | 10       | 1        | 2016–2020           | Sem clube        | [ 312 ]                         |
| Felipe Anderson   | ME/MA    | Brasil             | Brasília              | 15 de abril de 1993     | 6 de outubro de 2010    | 110      | 9        | 2010–2013           | Palmeiras        | [ 313 ] [ 314 ]                 |
| Lucas Crispim     | M/A      | Brasil             | Brasília              | 19 de junho de 1994     | 6 de janeiro de 2015    | 14       | 0        | 2014–2017           | Buriram United   | [ 315 ]                         |
| Lucas Lourenço    | M        | Brasil             | Santos                | 23 de janeiro de 2001   | 2 de dezembro de 2018   | 25       | 0        | 2018–2024           | Cianorte         | [ 316 ]                         |
| Pedro Castro      | M/V      | Brasil             | Volta Redonda         | 5 de fevereiro de 1993  | 5 de agosto de 2012     | 12       | 0        | 2012–2016           | Avaí             | [ 317 ]                         |
| Serginho Ricardo  | M        | Brasil             | Santos                | 3 de dezembro de 1990   | 20 de janeiro de 2010   | 1        | 0        | 2010                | Portuguesa       | [ 318 ]                         |
| Serginho Soler    | M        | Brasil             | Monte Aprazível       | 15 de março de 1995     | 9 de março de 2014      | 50       | 1        | 2014–2018           | Changchun        | [ 319 ] [ 320 ]                 |
| Victor Yan        | M        | Brasil             | Taboão da Serra       | 9 de abril de 2001      | 11 de março de 2018     | 1        | 0        | 2018–2022           | Boavista         | [ 321 ]                         |
| Atacantes         |          |                    |                       |                         |                         |          |          |                     |                  |                                 |
| Arthur Gomes      | PD/PE    | Brasil             | Uberlândia            | 3 de julho de 1998      | 6 de novembro de 2016   | 97       | 11       | 2016–2021           | Dínamo de Moscou | [ 322 ]                         |
| Diego Cardoso     | CA       | Brasil             | Ribeirão Preto        | 6 de março de 1994      | 21 de janeiro de 2014   | 17       | 4        | 2014–2019           | Valletta         | [ 323 ]                         |
| Gabigol           | CA/PD    | Brasil             | São Bernardo do Campo | 30 de agosto de 1996    | 26 de maio de 2013      | 206      | 83       | 2013–2016/2018      | Cruzeiro         | [ 324 ] [ 325 ] [ 326 ] [ 327 ] |
| Geuvânio          | PD       | Brasil             | Ilha das Flores       | 5 de abril de 1992      | 8 de junho de 2012      | 114      | 24       | 2011–2015           | Oeste            | [ 328 ]                         |
| Giva              | CA/PE    | Brasil             | Cachoeira             | 3 de janeiro de 1993    | 24 de fevereiro de 2013 | 32       | 6        | 2013–2014           | América-RN       | [ 329 ]                         |
| Kaio Jorge        | CA       | Brasil             | Olinda                | 24 de janeiro de 2002   | 30 de setembro de 2018  | 84       | 17       | 2018–2021           | Cruzeiro         | [carece de fontes?]             |
| Neilton           | PE       | Brasil             | Nanuque               | 17 de fevereiro de 1994 | 29 de maio de 2013      | 20       | 4        | 2013–2014           | Água Santa       | [carece de fontes?]             |
| Renan Mota        | A        | Brasil             | Marabá                | 1 de outubro de 1991    | 30 de junho de 2011     | 1        | 0        | 2011–2013           | Ponte Preta      | [ 330 ] [ 331 ]                 |
| Rodrygo           | PD       | Brasil             | Osasco                | 9 de janeiro de 2001    | 4 de novembro de 2017   | 82       | 17       | 2017–2019           | Real Madrid      | [ 332 ] [ 333 ] [ 334 ]         |
| Stéfano Yuri      | CA       | Brasil             | Sete Lagoas           | 27 de abril de 1994     | 29 de janeiro de 2014   | 19       | 2        | 2014                | URT              | [ 335 ]                         |
| Tailson           | PD       | Brasil             | São Paulo             | 5 de março de 1999      | 5 de outubro de 2019    | 32       | 1        | 2019–2024           | ACSM Poli Iasi   | [ 336 ]                         |
| Tiago Alves       | PE       | Brasil             | São João do Araguaia  | 12 de janeiro de 1993   | 2 de fevereiro de 2011  | 17       | 1        | 2011–2014           | Fagiano Okayama  | [ 337 ] [ 338 ]                 |
| Victor Andrade    | PD/PE    | Brasil             | Aracaju               | 30 de setembro de 1995  | 6 de junho de 2012      | 31       | 3        | 2012–2014           | Ponte Preta      | [ 339 ]                         |
| Yuri Alberto      | CA       | Brasil             | São José dos Campos   | 18 de março de 2001     | 16 de novembro de 2017  | 25       | 3        | 2017–2020           | Corinthians      | [ 340 ] [ 341 ]                 |

### Década de 2020
| Nome              | Pos.     | Nac.     | Local Nasc.             | Data Nasc.             | Data estreia            | Jogos    | Gols     | Período                | Clube atual         | Ref.                |
| Goleiros          | Goleiros | Goleiros | Goleiros                | Goleiros               | Goleiros                | Goleiros | Goleiros | Goleiros               | Goleiros            | Goleiros            |
| ----------------- | -------- | -------- | ----------------------- | ---------------------- | ----------------------- | -------- | -------- | ---------------------- | ------------------- | ------------------- |
| Diogenes          | G        | Brasil   | Itapecerica da Serra    | 6 de janeiro de 2001   | 28 de outubro de 2024   | 1        | 0        | 2022–atualmente        | Santos              | [ 342 ] [ 343 ]     |
| Zagueiros         |          |          |                         |                        |                         |          |          |                        |                     |                     |
| Derick            | Z        | Brasil   | Santos                  | 16 de maio de 2002     | 9 de agosto de 2020     | 1        | 0        | 2020–2024              | Lusitânia           | [ 344 ] [ 345 ]     |
| Diego Borges      | Z        | Brasil   | Agudos                  | 15 de dezembro de 2004 | Não estreou             | 0        | 0        | 2024–atualmente        | Amazonas            | [carece de fontes?] |
| Jair              | Z        | Brasil   | Orlândia                | 7 de março de 2005     | 10 de novembro de 2023  | 24       | 0        | 2020–2024              | Botafogo            | [carece de fontes?] |
| Kaiky             | Z        | Brasil   | Santos                  | 12 de janeiro de 2004  | 28 de fevereiro de 2021 | 18       | 1        | 2021–2022              | Almería             | [ 346 ] [ 347 ]     |
| Matheus Matias    | Z        | Brasil   | Limeira                 | 2 de fevereiro de 2004 | Não estreou             | 0        | 0        | 2023–atualmente (Base) | Figueirense         | [carece de fontes?] |
| Robson Reis       | Z/V      | Brasil   | Vitória da Conquista    | 21 de maio de 2000     | 28 de fevereiro de 2021 | 3        | 0        | 2021–atualmente        | Náutico             | [ 348 ]             |
| Zabala            | Z        | Bolívia  | Santa Cruz de la Sierra | 3 de junho de 2002     | Não estreou             | 0        | 0        | 2023–atualmente        | Santos              | [carece de fontes?] |
| Laterais          |          |          |                         |                        |                         |          |          |                        |                     |                     |
| Cadu              | LD       | Brasil   | Matão                   | 3 de junho de 2002     | 30 de junho de 2023     | 2        | 0        | 2021–2024              | Kotwica Kolobrzeg   | [carece de fontes?] |
| JP Chermont       | LD       | Brasil   | Bauru                   | 18 de janeiro de 2006  | 9 de março de 2024      | 36       | 2        | 2024–atualmente        | Santos              | [carece de fontes?] |
| Lucas Pires       | LE       | Brasil   | São Paulo               | 24 de março de 2001    | 2 de fevereiro de 2022  | 2        | 0        | 2021–2023              | Burnley             | [carece de fontes?] |
| Sandro Perpétuo   | LD       | Brasil   | Governador Valadares    | 29 de junho de 2001    | 28 de fevereiro de 2021 | 5        | 0        | 2021–2022              | Taquaritinga        | [ 349 ]             |
| Kevyson           | LE       | Brasil   | Leopoldina              | 29 de março de 2004    | 2 de julho de 2023      | 21       | 0        | 2023–atualmente        | Santos              | [carece de fontes?] |
| Souza             | LE       | Brasil   | Mauá                    | 16 de junho de 2006    | 11 de fevereiro de 2024 | 9        | 0        | 2024–atualmente        | Santos              | [carece de fontes?] |
| Volantes          |          |          |                         |                        |                         |          |          |                        |                     |                     |
| Balão             | V        | Brasil   | São Luís                | 7 de janeiro de 2003   | Não estreou             | 0        | 0        | 2021–atualmente        | Santos B            | [carece de fontes?] |
| Hyan              | V        | Brasil   | Brasília                | 24 de março de 2004    | 5 de julho de 2024      | 1        | 0        | 2024–atualmente        | Santos              | [carece de fontes?] |
| Jhonnathan        | V/Z/LE   | Brasil   | Foz do Iguaçu           | 4 de março de 2001     | 3 de março de 2021      | 5        | 0        | 2021–2024              | Chapecoense         | [ 350 ]             |
| Kevin Malthus     | V/M      | Brasil   | Belém                   | 11 de janeiro de 2003  | 28 de fevereiro de 2021 | 11       | 1        | 2021–atualmente        | Cianorte            | [carece de fontes?] |
| Matheus Nunes     | V        | Brasil   | Goiânia                 | 5 de maio de 2003      | Não estreou             | 0        | 0        | 2024–atualmente        | Portuguesa          | [carece de fontes?] |
| Meias             |          |          |                         |                        |                         |          |          |                        |                     |                     |
| Gabriel Bontempo  | M        | Brasil   | Uberaba                 | 16 de janeiro de 2005  | 25 de janeiro de 2025   | 19       | 1        | 2025–atualmente        | Santos              | [carece de fontes?] |
| Gabriel Pirani    | M        | Brasil   | Penápolis               | 12 de abril de 2002    | 25 de fevereiro de 2021 | 77       | 5        | 2021–2023              | D.C. United         | [carece de fontes?] |
| Ed Carlos         | M        | Brasil   | São Paulo               | 19 de março de 2001    | 1 de outubro de 2022    | 13       | 0        | 2022–atualmente        | Niki Volou FC       | [carece de fontes?] |
| Ivonei            | M        | Brasil   | Rondonópolis            | 16 de abril de 2002    | 13 de agosto de 2020    | 39       | 1        | 2020–2024              | Al-Bataeh CSC       | [carece de fontes?] |
| Lucas Barbosa     | M/PD     | Brasil   | Bebedouro               | 21 de maio de 2000     | 28 de fevereiro de 2021 | 65       | 7        | 2021–2023              | Red Bull Bragantino | [carece de fontes?] |
| Miguelito         | M/PE/PD  | Bolívia  | Santa Cruz de la Sierra | 25 de abril de 2004    | 10 de outubro de 2022   | 18       | 0        | 2022–atualmente        | América-MG          | [carece de fontes?] |
| Atacantes         |          |          |                         |                        |                         |          |          |                        |                     |                     |
| Allanzinho        | PD       | Brasil   | Bertioga                | 4 de abril de 2000     | 25 de fevereiro de 2021 | 8        | 0        | 2021–2024              | Sem clube           | [ 351 ]             |
| Andrey Quintino   | PD       | Brasil   | Santos                  | 5 de agosto de 2002    | Não estreou             | 0        | 0        | 2023–atualmente        | Santos B            | [carece de fontes?] |
| Ângelo            | PD/PE    | Brasil   | Brasília                | 21 de dezembro de 2004 | 25 de outubro de 2020   | 129      | 5        | 2020–2023              | Al-Nassr            | [carece de fontes?] |
| Deivid Washington | CA       | Brasil   | Itumbiara               | 5 de junho de 2005     | 11 de abril de 2023     | 16       | 1        | 2023                   | Santos              | [carece de fontes?] |
| Enzo Monteiro     | CA       | Bolívia  | Santa Cruz de la Sierra | 27 de maio de 2004     | 20 de abril de 2024     | 1        | 0        | 2018–atualmente        | FK Auda             | [carece de fontes?] |
| Fernandinho       | PD/PE    | Brasil   | Uberaba                 | 20 de março de 2003    | 3 de março de 2021      | 1        | 0        | 2021–2024              | Ituano              | [ 352 ]             |
| Luca Meirelles    | A        | Brasil   | Goiânia                 | 15 de março de 2007    | 17 de novembro de 2024  | 2        | 0        | 2024–atualmente        | Santos              | [carece de fontes?] |
| Marcos Leonardo   | CA       | Brasil   | Itapetinga              | 2 de maio de 2003      | 20 de agosto de 2020    | 168      | 54       | 2020–2023              | Al-Hilal            | [carece de fontes?] |
| Renyer            | PD/PE    | Brasil   | Rio de Janeiro          | 12 de julho de 2003    | 30 de janeiro de 2020   | 8        | 0        | 2020–2023              | Sem clube           | [carece de fontes?] |
| Rwan              | CA       | Brasil   | Recife                  | 20 de maio de 2001     | 20 de fevereiro de 2022 | 37       | 5        | 2022–2023              | Ludogorets          | [carece de fontes?] |
| Weslley Patati    | PD       | Brasil   | Presidente Dutra        | 1 de outubro de 2003   | 14 de julho de 2022     | 33       | 2        | 2022–2024              | Maccabi Tel Aviv    | [carece de fontes?] |

### Elenco sub-20 atual
| Nome                 | Pos.     | Nac.      | Local Nasc.             | Data Nasc.              | Data estreia           | Jogos    | Gols     | Período                | Clube atual   | Ref.                |
| Goleiros             | Goleiros | Goleiros  | Goleiros                | Goleiros                | Goleiros               | Goleiros | Goleiros | Goleiros               | Goleiros      | Goleiros            |
| -------------------- | -------- | --------- | ----------------------- | ----------------------- | ---------------------- | -------- | -------- | ---------------------- | ------------- | ------------------- |
| João Fernandes       | G        | Brasil    | Rio Verde               | 25 de maio de 2004      | Não estreou            | 0        | 0        | 2023–atualmente        | Santos (Base) | [carece de fontes?] |
| João Pedro           | G        | Brasil    |                         | 18 de março de 2008     | Não estreou            | 0        | 0        |                        | Santos (Base) | [carece de fontes?] |
| Rodrigo Falcão       | G        | Brasil    | Santos                  | 23 de março de 2005     | Não estreou            | 0        | 0        | 2019–atualmente        | Santos (Base) | [carece de fontes?] |
| Zagueiros            |          |           |                         |                         |                        |          |          |                        |               |                     |
| Marcelo Torrez       | Z        | Bolívia   | Villamontes             | 8 de julho de 2006      | Não estreou            | 0        | 0        | 2024–atualmente (Base) | Santos (Base) | [carece de fontes?] |
| Pedro Hian           | Z        | Brasil    | Mauriti                 | 9 de julho de 2006      | Não estreou            | 0        | 0        | 2023–atualmente (Base) | Santos (Base) | [carece de fontes?] |
| Samuel               | Z        | Brasil    | Fortaleza               | 9 de fevereiro de 2006  | Não estreou            | 0        | 0        | 2024–atualmente        | Santos (Base) | [carece de fontes?] |
| Laterais             |          |           |                         |                         |                        |          |          |                        |               |                     |
| Gabriel Simples      | LD       | Brasil    | Americana               | 18 de janeiro de 2005   | Não estreou            | 0        | 0        | 2024–atualmente (Base) | Santos (Base) | [carece de fontes?] |
| Lenin                | LD       | Brasil    |                         | 12 de janeiro de 2006   | Não estreou            | 0        | 0        | 2024–atualmente (Base) | Santos (Base) | [carece de fontes?] |
| Vinicius Lira        | LE       | Brasil    |                         | 12 de outubro de 2007   | 9 de fevereiro de 2025 | 3        | 0        | 2024–atualmente (Base) | Santos (Base) | [carece de fontes?] |
| Volantes             |          |           |                         |                         |                        |          |          |                        |               |                     |
| Nicola Profeta       | V        | Venezuela | Anzoátegui              | 27 de fevereiro de 2006 | Não estreou            | 0        | 0        | 2024–atualmente (Base) | Santos (Base) | [carece de fontes?] |
| Meias                |          |           |                         |                         |                        |          |          |                        |               |                     |
| Bernardo             | M        | Brasil    | Ribeirão Preto          | 10 de maio de 2005      | Não estreou            | 0        | 0        | 2021–atualmente        | Santos (Base) | [carece de fontes?] |
| Gustavo Henrique     | M        | Brasil    | Limeira                 | 7 de abril de 2005      | Não estreou            | 0        | 0        | 2023–atualmente (Base) | Santos (Base) | [carece de fontes?] |
| Kenay Martins        | M        | Brasil    | Goiânia                 | 28 de março de 2006     | Não estreou            | 0        | 0        | 2023–atualmente (Base) | Santos (Base) | [carece de fontes?] |
| Mateus Xavier        | M/PE/PD  | Brasil    | Ibicaraí                | 29 de junho de 2007     | 1 de julho de 2024     | 1        | 0        | 2024–atualmente        | Santos (Base) | [carece de fontes?] |
| Atacantes            |          |           |                         |                         |                        |          |          |                        |               |                     |
| Alejandro Villarreal | CA       | Colômbia  | Colômbia                | 28 de julho de 2005     | 17 de agosto de 2024   | 1        | 0        | 2024–atualmente        | Santos (Base) | [carece de fontes?] |
| Felipe Laurindo      | A        | Brasil    | Taboão da Serra         | 18 de janeiro de 2005   | Não estreou            | 0        | 0        | 2016–atualmente        | Santos (Base) | [carece de fontes?] |
| Fernando Nava        | A        | Bolívia   | Santa Cruz de la Sierra | 8 de junho de 2004      | Não estreou            | 0        | 0        | 2024–atualmente (Base) | Santos (Base) | [carece de fontes?] |
| João Victor          | A        | Brasil    | Aparecida de Goiânia    | 12 de agosto de 2007    | Não estreou            | 0        | 0        | 2024–atualmente        | Santos (Base) | [carece de fontes?] |
| Juninho              | A        | Brasil    |                         | 17 de dezembro de 2007  | Não estreou            | 0        | 0        | 2022–atualmente (Base) | Santos (Base) | [carece de fontes?] |
| Luca Meirelles       | A        | Brasil    | Goiânia                 | 15 de março de 2007     | 17 de novembro de 2024 | 2        | 0        | 2024–atualmente        | Santos (Base) | [carece de fontes?] |
| Lucas Yan            | A        | Brasil    |                         | 18 de janeiro de 2006   | Não estreou            | 0        | 0        | 2024–atualmente (Base) | Santos (Base) | [carece de fontes?] |
| Nadson               | A        | Brasil    |                         | 24 de janeiro de 2009   | Não estreou            | 0        | 0        | 2021–atualmente (Base) | Santos (Base) | [carece de fontes?] |
| Rodrigo Cezar        | CA       | Brasil    |                         | 15 de julho de 2006     | Não estreou            | 0        | 0        | 2024–atualmente (Base) | Santos (Base) | [carece de fontes?] |
| Ronald Perlaza       | A        | Equador   | Equador                 | 11 de maio de 2005      | Não estreou            | 0        | 0        | 2024–atualmente (Base) | Santos (Base) | [carece de fontes?] |

## Outros Meninos da Vila
Abaixo, a lista de jogadores com passagem pelas categorias de base do Santos mas que não debutaram profissionalmente no clube.
| Nome                | Pos.     | Nac.             | Local Nasc.             | Data Nasc.              | Data estreia           | Jogos    | Gols     | Período               | Clube atual                    | Ref.                |
| Goleiros            | Goleiros | Goleiros         | Goleiros                | Goleiros                | Goleiros               | Goleiros | Goleiros | Goleiros              | Goleiros                       | Goleiros            |
| ------------------- | -------- | ---------------- | ----------------------- | ----------------------- | ---------------------- | -------- | -------- | --------------------- | ------------------------------ | ------------------- |
| Breno               | G        | Brasil           | Santos                  | 22 de janeiro de 2001   | Não estreou            | 0        | 0        | 2012–2024             | Joinville                      | [carece de fontes?] |
| Edu Araújo          | G        | Brasil           | Curitiba                | 9 de fevereiro de 2002  | Não estreou            | 0        | 0        | 2021–2023             | Barra                          | [carece de fontes?] |
| Gabriel Gasparotto  | G        | Brasil · Itália  | Lucélia                 | 9 de dezembro de 1993   | Não estreou            | 0        | 0        | 2011–2018             | São Bernardo                   | [ 353 ]             |
| Gustavo Daris       | G        | Brasil           | Campo Grande            | 3 de junho de 2002      | Não estreou            | 0        | 0        | 2019–2022             | Louletano                      | [carece de fontes?] |
| Guido               | G        | Brasil           | Salvador                | 18 de fevereiro de 1994 | Não estreou            | 0        | 0        | 2010–2013             | Aposentado                     | [ 354 ]             |
| Matheus Saldanha    | G        | Brasil           | Acopiara                | 16 de fevereiro de 2000 | Não estreou            | 0        | 0        | 2021–2022             | Resende                        | [carece de fontes?] |
| Mauro               | G        | Brasil           | Mato Grosso             | 21 de julho de 2003     | Não estreou            | 0        | 0        | 2011–atualmente       | Canedo                         | [carece de fontes?] |
| Paulo Mazoti        | G        | Brasil           | Ribeirão Pires          | 11 de julho de 2000     | Não estreou            | 0        | 0        | 2011–atualmente       | São Caetano                    | [carece de fontes?] |
| Rodrigo Calchi      | G        | Brasil           | São Carlos              | 12 de fevereiro de 1986 | Não estreou            | 0        | 0        | 2004–2006             | Águia Negra                    | [ 355 ]             |
| Samuel Pires        | G        | Brasil · Itália  | Coaraci                 | 9 de dezembro de 1993   | Não estreou            | 0        | 0        | 2007–2010             | América-RN                     | [ 356 ]             |
| Zagueiros           |          |                  |                         |                         |                        |          |          |                       |                                |                     |
| Alex Nascimento     | Z        | Brasil           | Ribeirão Preto          | 10 de maio de 1999      | 16 de agosto de 2020   | 29       | 1        | 2019–atualmente       | Santos                         | [ 357 ] [ 358 ]     |
| Jackson Porozo      | Z        | Equador          | San Lorenzo             | 4 de agosto de 2000     | Não estreou            | 0        | 0        | 2018–2020             | Olympiacos                     | [ 359 ] [ 360 ]     |
| Kaique Rocha        | Z        | Brasil           | Taboão da Serra         | 28 de fevereiro de 2001 | Não estreou            | 0        | 0        | 2013–2018             | Athletico-PR                   | [ 361 ] [ 362 ]     |
| Matheus Guedes      | Z        | Brasil           | Rondonópolis            | 3 de dezembro de 1999   | Não estreou            | 0        | 0        | 2013–2018             | GE Anápolis                    | [ 363 ]             |
| Maurício Copertino  | Z        | Brasil           | Santos                  | 6 de abril de 1970      | 7 de fevereiro de 1993 | 80       | 1        | 1993–1995             | Corinthians (Auxiliar técnico) | [ 364 ] [ 365 ]     |
| Philipe Sampaio     | Z        | São Paulo        | São Paulo               | 11 de novembro de 1994  | Não estreou            | 0        | 0        | 1993–1995             | Botafogo                       | [carece de fontes?] |
| Sabino              | Z        | Brasil           | Brasília                | 25 de outubro de 1996   | 3 de março de 2021     | 1        | 1        | 2012–2021             | Sport                          | [ 366 ] [ 367 ]     |
| Thiago Balieiro     | Z        | Brasil           | Campinas                | 3 de junho de 2002      | Não estreou            | 0        | 0        | 2024                  | Leixões                        | [carece de fontes?] |
| Laterais            |          |                  |                         |                         |                        |          |          |                       |                                |                     |
| Caio Henrique       | LE       | Brasil · Espanha | Santos                  | 31 de julho de 1997     | Não estreou            | 0        | 0        | 2008–2016             | Mônaco                         | [ 368 ] [ 369 ]     |
| Pedrinho Scaramussa | LE       | Brasil           | Jaguaré                 | 21 de fevereiro de 2002 | Não estreou            | 0        | 0        | 2021–2024             | Santos                         | [ 370 ]             |
| Rhuan               | LE       | Brasil           | Diadema                 | 18 de setembro de 2000  | Não estreou            | 0        | 0        | 2012–2020             | CSA                            | [ 371 ]             |
| Welligton Tim       | LE       | Brasil           | Rio de Janeiro          | 5 de junho de 2001      | 27 de janeiro de 2021  | 4        | 0        | 2020–2021             | Feirense                       | [carece de fontes?] |
| Volantes            |          |                  |                         |                         |                        |          |          |                       |                                |                     |
| Élder Granja        | LD       | Brasil           | Santos                  | 2 de julho de 1982      | Não estreou            | 0        | 0        | 2000                  | Aposentado                     | [carece de fontes?] |
| Vinicius Balieiro   | V/LD     | Brasil           | Campinas                | 28 de maio de 1999      | 14 de novembro de 2020 | 71       | 3        | 2017–atualmente       | Santos                         | [ 372 ] [ 373 ]     |
| Wellington          | V/LD/MD  | Brasil           | Santos                  | 4 de setembro de 1981   | 9 de setembro de 2000  | 47       | 0        | 1998–2003             | Aposentado                     | [ 374 ]             |
| Meias               |          |                  |                         |                         |                        |          |          |                       |                                |                     |
| Alexandre Tam       | MA       | Brasil           | Guarujá                 | 30 de março de 1999     | Não estreou            | 0        | 0        | 2012–2022             | Náutico                        | [ 375 ]             |
| André Anderson      | M        | Itália · Brasil  | Maracaí                 | 23 de setembro de 1999  | Não estreou            | 0        | 0        | 2009–2018             | Lazio                          | [carece de fontes?] |
| Claudinho           | MA/A     | Brasil           | Guarulhos               | 28 de janeiro de 1997   | Não estreou            | 0        | 0        | 2003–2015             | Zenit                          | [carece de fontes?] |
| Cicero Bobbio       | M        | Brasil           | Linhares                | 5 de maio de 1993       | Não estreou            | 0        | 0        | 2012                  | Aposentado                     | [carece de fontes?] |
| Fumagalli           | MA       | Brasil           | Aparecida do Monte Alto | 5 de outubro de 1977    | 13 de abril de 1997    | 19       | 4        | 1997–1999             | Aposentado                     | [ 376 ]             |
| Gabriel Calabres    | M        | Brasil           | Matão                   | 8 de março de 1998      | 11 de março de 2018    | 3        | 0        | 2016–2019             | Nação-SC                       | [carece de fontes?] |
| Geovane             | MA       | Brasil           | Teófilo Otoni           | 9 de janeiro de 1992    | Não estreou            | 0        | 0        | 2007–2009/2010–2013   | Aposentado                     | [carece de fontes?] |
| Giovanni Manson     | MA/PE    | Brasil           | Bauru                   | 31 de janeiro de 2002   | Não estreou            | 0        | 0        | 2013–2020             | Fluminense                     | [carece de fontes?] |
| Jerri               | MA       | Brasil           | Osório                  | 12 de junho de 1982     | 28 de junho de 2003    | 30       | 7        | 2003–2004             | Aposentado                     | [ 377 ]             |
| Léo Cittadini       | M        | Brasil · Itália  | Rio Claro               | 27 de fevereiro de 1994 | 12 de junho de 2013    | 81       | 2        | 2012–2018             | Bahia                          | [carece de fontes?] |
| Nikão               | M        | Brasil           | Montes Claros           | 29 de julho de 1992     | Não estreou            | 0        | 0        | 2009–2010             | Cruzeiro                       | [carece de fontes?] |
| Atacantes           |          |                  |                         |                         |                        |          |          |                       |                                |                     |
| Alex Negueba        | CA       | Brasil           | Três Lagoas             | 24 de março de 2001     | Não estreou            | 0        | 0        | 2019–2021             | Hegelmann                      | [carece de fontes?] |
| Andrey Quintino     | PD       | Brasil           | Santos                  | 5 de agosto de 2002     | Não estreou            | 0        | 0        | 2023–atualmente       | Santos B                       | [carece de fontes?] |
| Beto Martins        | A        | Brasil           | Santos                  | 5 de setembro de 1987   | Não estreou            | 0        | 0        | 1998–1996             | Aposentado                     | [carece de fontes?] |
| Bruno Marques       | CA       | Brasil           | Recife                  | 22 de fevereiro de 1999 | 28 de novembro de 2020 | 25       | 3        | 2020–atualmente       | Marítimo                       | [carece de fontes?] |
| Carlos Vinícius     | CA       | Brasil           | Bom Jesus das Selvas    | 24 de março de 1995     | Não estreou            | 0        | 0        | 2012–2014             | Fulham                         | [carece de fontes?] |
| Danilo              | CA       | Brasil           | São Paulo               | 7 de abril de 1999      | Não estreou            | 0        | 0        | 2017–2018             | Rangers                        | [carece de fontes?] |
| Diego Tardelli      | A        | Brasil           | Santa Bárbara d'Oeste   | 10 de maio de 1985      | 14 de setembro de 2021 | 13       | 1        | 1999–2001/2021        | Aposentado                     | [ 378 ]             |
| Diogo               | CA       | Brasil           | São Bernardo do Campo   | 8 de abril de 1983      | Não estreou            | 0        | 0        | 1998–2001             | Falecido 9 de junho de 2021    | [carece de fontes?] |
| João Fumaça         | CA       | Brasil           | São Bernardo do Campo   | 11 de abril de 1977     | 25 de janeiro de 1997  | 14       | 5        | 1997                  | Aposentado                     | [ 379 ]             |
| Jorge Eduardo       | PE       | Brasil           | São Paulo               | 8 de setembro de 1994   | 25 de maio de 2014     | 11       | 0        | 2014                  | Visakha                        | [carece de fontes?] |
| Junior Dutra        | CA/A     | Brasil           | Santos                  | 25 de abril de 1988     | Não estreou            | 0        | 0        | 1998–2006             | Sem clube                      | [carece de fontes?] |
| Léo Souza           | CA       | Brasil           | Sorocaba                | 28 de maio de 1997      | Não estreou            | 0        | 0        | 2017                  | Zhejiang FC                    | [carece de fontes?] |
| Luis Phelipe        | PE       | Brasil           | Santos                  | 12 de fevereiro de 2001 | Não estreou            | 0        | 0        | 2017                  | Poli Iași                      | [carece de fontes?] |
| Marinho             | PD/MA    | Brasil           | Penedo                  | 29 de maio de 1990      | 2 de junho de 2019     | 112      | 41       | 2007 (Base) 2019–2022 | Fortaleza                      | [carece de fontes?] |
| Renato Kayzer       | CA       | Brasil           | Tupãssi                 | 17 de fevereiro de 1996 | Não estreou            | 0        | 0        | 2008–2010 (Base)      | Fortaleza                      | [carece de fontes?] |